# Moncorneil-Grazan
Moncorneil-Grazan è un comune francese di 142 abitanti situato nel dipartimento del Gers nella regione dell'Occitania.

## Società

### Evoluzione demografica
Abitanti censiti